# ヴィクラモールヴァシーヤ

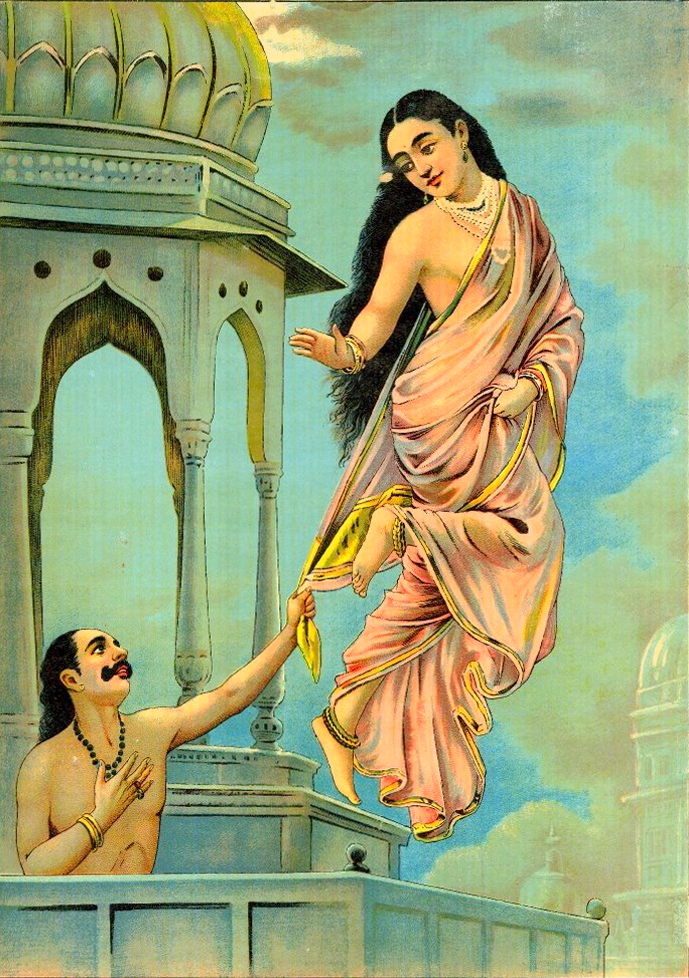
ウルヴァシーとプルーラヴァス王

ヴィクラモールヴァシーヤ（Vikramorvasīyam）は、インドの詩人、劇作家であるカーリダーサの戯曲。全5幕。『勇気、武勇（ヴィクラマ）によって得られたウルヴァシー』の意。アプサラスのウルヴァシーとプルーラヴァス王との恋物語を改作し、戯曲化したもの。

## 物語
恋人たちの恋と、別離、そして再会という大筋に変化はないが、しかし多くの部分で改作が見られる。
- 第1幕：プルーラヴァスは悪魔に連れ去られたウルヴァシーを救い出し、その美しさに魅了される。しかしウルヴァシーはインドラ神に召還され、2人は引き離される。

- 第2幕：2人はつかの間の逢瀬を楽しむが、ウルヴァシーが書いた手紙を王妃に発見され、プルーラヴァスは謝るが聞き入れてもらえない。

- 第3幕：ウルヴァシーは呪いにかかり、プルーラヴァスに自分たちの子を見られると、2人は別れなければならない運命となる。

- 第4幕：ウルヴァシーとプルーラヴァスがカイラス山付近を彷徨っているとき、ウルヴァシーは女人禁制のクマーラ神の森に入り込んでしまい、神の怒りによってつる草に姿を変えられてしまう。プルーラヴァスは森の木々や動物たちにウルヴァシーがどこにいるか聞きながら捜す。すると天から声が聞こえてきて、彼を導く。彼がつる草を発見して抱くとウルヴァシーは元の姿に戻る。

- 第5幕：数年後、プルーラヴァスはウルヴァシーが密かに産んで隠していた我が子アーユスに偶然出会う。呪いによってウルヴァシーは天界に戻るが、インドラは悪魔討伐のためにプルーラヴァスの協力が必要であると考え、ウルヴァシーを夫の元に戻ることを許す。

## 主な登場人物
- プルーラヴァス王。
- マーナヴァカ：王の側近であるバラモン僧。
- ウルヴァシー：アプサラス。
- ラムバー：有名なアプサラス。
- メーナカー：有名なアプサラス。
- チトラレーカー：アプサラス。ウルヴァシーとともにさらわれる。
- サハジャニャー：アプサラス。
- 奥方：プルーラヴァスの正妃。カーシー国の王女。
- ニプニカー：奥方の腹心の侍女。
- ラータヴィヤ：後宮執事。
- キラータ（山民）の女：王の払子係。
- ヤヴァナ（ギリシア人）の女：王の武具係。
- ナーラダ仙：有名な聖仙。
- アーユス：プルーラヴァスとウルヴァシーの子。
- サティヤヴァティー：苦行女。ウルヴァシーの知り合い。
- ガーラヴァ、パッラヴァ：ともにバラタ仙の弟子。
- チトララタ：ガンダルヴァ族の王。
- その他：座頭、小頭、御者、詩人、神々の使者。

## 評価
改作や脚色の手際の良さが高く評価されるカーリダーサにあっては、平凡というのが『ヴィクラモールヴァシーヤ』に対する共通の評価であるが、第4幕のプルーラヴァスがウルヴァシーを見失って狂気に陥り、大半の部分を一人で演技する場面はきわめて独特である。もっともこの場面はインドの詩論学者の非難を受けている。カーリダーサは多くの模倣作を生んだが、この4幕と同様の演出はその後ほとんど見られなかった。

## 日本語訳
- 「武勲（王）に契られし天女ウルヴァシー」-『公女マーラヴィカーとアグニミトラ王 他一篇』に収録（大地原豊訳、岩波文庫、1989年3月）